# الصحراء العربية
الصحراء العربية هي برية صحراوية شاسعة تقع في غرب آسيا. تمتد من اليمن إلى الخليج العربي وسلطنة عمان إلى الأردن والعراق. تحتل معظم مساحة شبه الجزيرة العربية . تبلغ مساحتها 2،330،000 كيلومتر مربع (900،000 ميل مربع) وهي خامس أكبر صحراء في العالم والأكبر في آسيا. يقع في وسطها الربع الخالي أحد أكبر المسطحات الرملية في العالم.
تعيش في هذه البيئة القاسية بعض الأنواع من الكائنات الحية التي تكيفت مع هذه البيئية الصحراوية مثل الغزال والمها والقطط الرملية والسحالي ذات الذيل الشوكي. تتميز هذه البيئة الصحراوية بوجود الكثبان الرملية الحمراء والرمال المتحركة القاتلة. المناخ جاف في الغالب (معدل هطول الأمطار حوالي 100 مم (3.9 بوصة) سنويًا ولكنه نادر السقوط في أماكن أخرى (أقل من 50 مم) ، وتختلف درجات الحرارة بين درجات الحرارة العالية جدًا في الصيف والتجمد الليلي الموسمي في الشتاء.
تمتلك المنطقة البيئية الصحراوية العربية القليل من التنوع البيولوجي على الرغم من نمو عدد قليل من النباتات . تناقصت أعداد العديد من الحيوانات مثل الضبع المخطط وابن آوى وغرير العسل بسبب الصيد والتعدي البشري وتدمير الموائل. أُعيد توطين أنواع أخرى بنجاح مثل غزال الرمال العربي. يعتبر الرعي الجائر من قبل الماشية ، والقيادة على الطرق الوعرة ، والتدمير البشري للموائل هي التهديدات الرئيسية لهذه المنطقة البيئية الصحراوية.

## روابط خارجية
- قائمة الصحارى من حيث المساحة
- توزيع الصحارى الجغرافي
- صحراء العرب كانت واحة خضراء